# Nacionalismo cívico
O nacionalismo cívico, também conhecido como nacionalismo democrático e nacionalismo liberal, é um dos tipos de nacionalismo, que adere aos valores liberais tradicionais de liberdade, tolerância, igualdade e direitos individuais . Oposto ao nacionalismo étnico, que é frequentemente associado a regimes autoritários ou ditatoriais, o nacionalismo cívico tem um papel histórico no desenvolvimento de governos constitucionais e democráticos .

## Pensadores
Foi formulado por filósofos políticos que defendem uma forma não-xenofóbica de nacionalismo, compatível com valores de liberdade, tolerância, igualdade e direitos individuais. Há teóricos que argumentam que uma identidade nacional robusta é crucial tanto para o bem-estar individual como para o funcionamento eficiente de democracias .
Nacionalismo liberal é uma forma de nacionalismo, em que o estado deriva a legitimidade política a partir da participação ativa dos seus cidadãos (ver soberania popular), na medida em que ele representa a "vontade geral". Ele é muitas vezes visto como proveniente de Jean-Jacques Rousseau e, especialmente, o teorias sobre o contrato social que tomam o seu nome a partir seu livro de 1762 O Contrato Social.
Ernest Renan e John Stuart Mill são os fundadores do nacionalismo liberal. E desde então, Nacionalistas cívicos tipicamente defendem a importância de uma identidade nacional para que os indivíduos tenham uma vida significativa e autônoma, e que democracias necessitam de identidade nacional para funcionar bem.
Na obra “Considerações Sobre o Governo Representativo” de John Stuart Mill, filósofo e economista britânico, publicada em 1861. Partindo do princípio de que a construção da identidade nacional acontece através da adesão voluntária de seus cidadãos por compartilharem princípios políticos e valores, Stuart Mill argumenta que a participação ativa dos integrantes das instituições democráticas é necessária para a coesão nacional acontecer. Em sua obra, afirma que "Uma nação, por conseguinte, compõe-se de todas as pessoas que concordam em obedecer à mesma lei.", destacando a importância da cidadania ativa como alicerce da identidade nacional.
Seguindo os passos de John Stuart Mill, o filósofo e historiador francês Ernest Renan é um dos principais pensadores do conceito de nacionalismo liberal. Em seu ensaio "Qu'est-ce qu'une nation?" ("O que é uma nação?"), de 1882, Renan apresenta suas ideias, sobre nacionalismo e identidade nacional, explorando o entendimento de formação de um Estado-nação baseado em noções de livre arbítrio, engajamento cívico e consentimento político. O filósofo apresenta que nação é um conceito além da ancestralidade étnico-cultural, é uma união voluntária de indivíduos que optam por se unir a determinado grupo. 
Logo, a noção de "nação cívica" é baseada na cidadania compartilhada dentro de um Estado e se define mais por instituições políticas e princípios liberais do que por características culturais ou étnicas . Um exemplo dessa abordagem é o Artigo 66 da Constituição da Turquia, que considera "turco" qualquer indivíduo que adquira a cidadania turca, independentemente de sua origem étnica. 

## História da criação das Nações no século XIX
Nacionalismo liberal encontra-se dentro das tradições do racionalismo e do liberalismo, mas como uma forma de nacionalismo é contrastado com o nacionalismo étnico. Pertencer a uma nação é considerada uma escolha voluntária, como na clássica definição de Ernest Renan em "Qu'est-ce qu'une nation?" da nação como um "plebiscito diário", caracterizado pela "vontade de viver juntos". Os ideais do nacionalismo liberal influenciaram o desenvolvimento da democracia representativa em países como os Estados Unidos e a França (ver o Estados Unidos Declaração de Independência de 1776, e a Declaração dos Direitos do Homem e do Cidadão de 1789).
Como consequência das revoluções liberais do final do século XVIII e início do XIX e da estabilidade territorial proposta pelo Congresso de Viena (1815), ocorre a Primavera dos Povos (1848) na Europa ocidental e central. Este evento, prenunciando as mudanças tecnológicas de difusão de normas, conhecimento e discurso da Segunda Revolução Industrial, muda drasticamente dali em diante a expressão e coesão da população com relação ao Estado, no chamado nacionalismo. 
O Nacionalismo altera então a divisão territorial da Europa com base em uma união sintética, orgânica e ancestral para algumas linhas de pensamento, das vontades de um grupo unido por um contrato. Nações como Alemanha (Império Alemão à época), Reino de Itália e Bélgica (independente em 1830) surgem enquanto entidades soberanas, entretanto, diversas nações só irão conquistar um Estado após a dissolução dos Impérios Centrais depois da Primeira Guerra Mundial em diante.

## Características do Nacionalismo Cívico
Estados em que formas liberais de nacionalismo predominam são muitas vezes (mas não sempre) ex-colônias, como os Estados Unidos, Canadá, México, Brasil e Argentina, em que o nacionalismo étnico é difícil construir em conta a diversidade de etnias dentro do país. Uma exceção notável é a Índia, onde o nacionalismo liberal tem predominado devido à diversidade linguística, religiosa e étnica do país. Países nacionalistas liberais são muitas vezes caracterizados pela adoção do jus soli (direito do solo), para a concessão de cidadania no país, considerando todas as pessoas que nascem dentro da integral do território do estado, cidadãos e membros da nação, independentemente de seu país de origem. Isso serve para vincular a identidade nacional não com pessoas, mas sim com o território e sua história, e a história de anteriores ocupantes do território alheio aos atuais ocupantes são, muitas vezes, de apropriação de mitos nacionais.
Um ponto interessante e desdobramento significativo para Política Externa e  Relações Internacionais é que, de acordo com Jack Snyder (cientista político americano), o nacionalismo cívico pode levar a uma abordagem mais cautelosa em relação às políticas externas, com os Estados nacionalistas cívicos demonstrando uma maior consideração pelos possíveis custos da guerra. Eles tendem a engajar-se em conflitos apenas quando acreditam poder vencê-los rapidamente, minimizando as perdas de vidas e recursos materiais. Além disso, esses Estados buscam acomodar todos os cidadãos dentro de uma estrutura legal e institucional não discriminatória, o que reforça a percepção de que o nacionalismo cívico é um princípio "racional", "benigno" e "desejável". No entanto, é importante notar que o nacionalismo cívico ainda oferece às elites políticas a oportunidade de buscar a cooperação do público, identificar "inimigos nacionais" e, consequentemente, aumentar a probabilidade de conflitos em comparação com um contexto onde o nacionalismo não exista.

## Nações Cívicas

### Estados Unidos
Nos Estados Unidos, o nacionalismo cívico encontra suas origens na Declaração de Independência de 1776, que estabeleceu os ideais fundadores de liberdade e igualdade. Este tipo de nacionalismo é central para a identidade nacional em um país caracterizado por sua diversidade étnica e cultural. A noção do Sonho Americano é frequentemente citada como um pilar do nacionalismo cívico americano, promovendo os ideais de oportunidade e mobilidade social para todos, independentemente de sua origem étnica ou cultural.

### Brasil
No Brasil, o nacionalismo cívico tem desempenhado um papel significativo na formação da identidade nacional. Desde a Proclamação da República em 1889, o país tem priorizado os princípios de liberdade e igualdade. A concepção de "Brasilidade" é central para o nacionalismo cívico brasileiro e reflete uma identidade nacional que se baseia em valores cívicos compartilhados e cultura, ao invés de critérios étnicos.

### Índia
A Índia representa um exemplo singular de nacionalismo cívico devido à sua diversidade linguística, étnica e religiosa. O país tem se esforçado para unificar sua população diversificada sob uma identidade nacional fundamentada em princípios democráticos e constitucionais. Contudo, vale ressaltar que a Índia enfrenta desafios relacionados a tensões étnicas e religiosas, que por vezes entram em conflito com os princípios de um nacionalismo baseado em valores cívicos.

## Críticas
Embora o nacionalismo cívico seja frequentemente visto como uma forma mais inclusiva e tolerante de nacionalismo, ele também enfrenta críticas substanciais. Alguns teóricos argumentam que o nacionalismo cívico ainda pode ser usado para excluir grupos que não se alinham com os valores e normas dominantes da nação. Isso pode ser particularmente problemático em sociedades que são etnicamente, religiosamente ou culturalmente diversas. A seguir, vamos explorar 3 críticas que apresentam contrapontos à visão até então descrita do nacionalismo cívico. 

#### Desafios à Distinção Cívica/Étnica e Ocidental/Oriental
O artigo de Stephen Shulman questiona a noção generalizada de que o nacionalismo cívico é dominante no Ocidente, enquanto o nacionalismo étnico prevalece no Leste. Shulman argumenta que essa dicotomia, quando verdadeira, é apenas fracamente verdadeira e, em várias medidas, é falsa. Isso sugere que o nacionalismo cívico não é necessariamente uma forma mais "avançada" ou "liberal" de nacionalismo, como frequentemente é apresentado.  

#### O Mito do Estado Cívico
Taras Kuzio desafia a definição de Hans Kohn de um nacionalismo "liberal, cívico ocidental" e "étnico oriental". Kuzio argumenta que essa estrutura é idealizada e não reflete a realidade histórica. Ele também critica a suposição de que os estados ocidentais sempre foram "cívicos" desde sua criação, apontando que em tempos de crise (imigração, guerras estrangeiras, secessão doméstica, terrorismo), o elemento cívico do estado pode continuar a ser ofuscado por fatores étnicos particulares.  

#### Nacionalismo Não Tão Cívico
Yael (Yuli) Tamir argumenta que, embora em teoria o nacionalismo cívico e o étnico sejam duas formas distintas de nacionalismo, na realidade as fronteiras são borradas. Ela sugere que a linguagem cívica não é apenas teoricamente imprecisa, mas também motiva a evasão onde a ação é necessária. Isso ocorre porque a suposição de que as democracias ocidentais transcenderam seus elementos nacionais e étnicos incentiva os políticos a ignorar as divisões sociais. 
Além destes pontos, há críticas mais práticas ao nacionalismo cívico, como a questão da implementação do nacionalismo cívico, que pode ser complexa e problemática. A ideia de que a cidadania é baseada em valores compartilhados pode ser difícil de aplicar em nações onde há profundas divisões sociais ou políticas. Além disso, a ênfase nos valores cívicos pode ser usada para justificar políticas de assimilação cultural que podem ser prejudiciais para grupos minoritários. Neste contexto, surgem abordagens alternativas como o nacionalismo liberal-culturalista, que valoriza a ocupação anterior e a expressão cultural nativa de um território-nação.

## Observações atuais
Na última década, observa-se diferentes estratégias políticas de imigração adotadas pelos Estados frente às crises que diversos países, como Síria, Venezuela e Afeganistão, enfrentam em relação à sustentabilidade econômica, estabelecimento da paz e segurança da sua população.
Nos anos recentes, os Estados Unidos da América, como exemplo de Estado-nação tradicionalmente reconhecido como cívico, durante a gestão do ex-presidente Donald Trump, apresentou políticas migratórias restritivas, adotando um discurso pautado na retórica da ameaça . O discurso do 45º presidente dos EUA na sua campanha pré-eleições de 2016 era explícito em sua intenção de diminuir a abertura que o país tinha em relação aos imigrantes, principalmente provenientes da América Latina. A política de imigração de Trump foi marcada pelas restrições à imigração: inicialmente, pelas pautas trazidas pelo presidente e seus apoiadores, e, posteriormente, por medidas de contenção e segurança frente à Pandemia do COVID-19, em que diversos países do mundo fecharam suas fronteiras como resposta em um dos capítulos mais tristes da história recente. 
Desconsiderando as medidas de resposta à Pandemia do COVID-19 entre 2020 a 2022, observa-se países-reino da Commonwealth fortalecendo o discurso multiculturalista em conjunto a políticas de imigração. A imigração no Canadá na última década teve como objetivo aumentar a quantidade de pessoas imigrantes residindo e trabalhando no país como solução para os problemas de baixo crescimento populacional e falta de mão de obra. Durante dois triênios, iniciando em 2017, os Ministério de Imigração canadense adotou planos para admitir aproximadamente 1 milhão de residentes permanentes para que a população canadense crescesse um ponto percentual.
No Reino Unido, o Partido Nacional Escocês e Plaid Cymru (O Partido do país de Gales), que defendem a separação do Reino Unido, proclamam-se partidos nacionalistas liberais além do UKIP.
O nacionalismo liberal Ucrânia após a União Soviética, tem prevalecido desde a Revolução Laranja.